# Gašerbrum IV
Gašerbrum IV je s výškou 7925 metrů nad mořem 17. nejvyšším vrcholem na Zemi. Leží na hranici mezi Pákistánem (oblast Gilgit - Baltistán), kde je šestým nejvyšším vrcholem, a Čínou (provincie Sin-ťiang). Patří k masivu Gašerbrum.